# Novomîkolaiivka, Skadovsk
Novomîkolaiivka (în ucraineană Новомиколаївка) este o comună în raionul Skadovsk, regiunea Herson, Ucraina, formată numai din satul de reședință.

## Demografie
Componența lingvistică a comunei Novomîkolaiivka
     Ucraineană (90,81%)
     Rusă (7,53%)
     Alte limbi (1,23%)
Conform recensământului din 2001, majoritatea populației comunei Novomîkolaiivka era vorbitoare de ucraineană (90,81%), existând în minoritate și vorbitori de rusă (7,53%).